# Kendal Rejo
Kendal Rejo is een bestuurslaag in het regentschap Nganjuk van de provincie Oost-Java, Indonesië. Kendal Rejo telt 1727 inwoners (volkstelling 2010).